# Ricominciare a vivere
(Tagline del film.)
Ricominciare a vivere è un film del 1998 diretto da Forest Whitaker con protagonisti Sandra Bullock, Gena Rowlands e Harry Connick Jr..

## Trama
Le sicurezze di Birdee Pruitt svaniscono dopo l'abbandono da parte del marito. Alla ricerca di un nuovo equilibrio, assieme alla figlioletta torna a Smithville, nel Texas, sua città natale. Si trasferisce dalla stravagante madre, e, tra un padre malato, e un compagno d'infanzia ancora innamorato di lei, mette da parte paure e debolezze cercando di "ricominciare a vivere".

## Produzione
La pellicola è stata girata a Smithville in Texas. La scuola elementare del film è un edificio scolastico costruito nel 1924. La chiesa fu costruita nel 1921.

## Colonna sonora
La colonna sonora del film, Hope Floats: Original Score Soundtrack, è stata prodotta nel 1998 a cura di Don Was. L'album include le tracce di numerosi artisti di musica Rock e Country, tra cui Garth Brooks, The Rolling Stones, Bryan Adams, Bob Seger e Sheryl Crow.
1. Main Title: Going Home (03:22)
2. Justin & Birdie (03:27)
3. Cheerleader Flashback (02:26)
4. Time To Get Up (02:48)
5. Snappy Snaps (01:22)
6. Mothers & Daughters (02:19)
7. Growning Up (02:32)
8. Employment Opportunities (01:28)
9. Ramona's Last Story (03:19)
10. Reality Check (03:11)
11. Getting Up Again (03:56)

## Distribuzione
Il film è stato distribuito nelle sale cinematografiche statunitensi il 29 maggio 1998. In Italia, invece, è uscito il 28 agosto.

### Adattamento italiano
L'edizione italiana è stata curata da Enzo Ocone con la direzione di Michele Gammino. Il doppiaggio italiano, invece, venne eseguito dalla SEFIT-CDC presso gli Studi di Cinecittà.

## Accoglienza

### Incassi
Il film è uscito nelle sale il 29 maggio 1998, e ha guadagnato complessivamente 81.471.882 dollari.

## Riconoscimenti

### Vinti
- 1999 - Lone Star Film & Television Award
  - Miglior attrice a Sandra Bullock
  - Miglior attrice non protagonista a Gena Rowlands
- 1999 - Young Artist Awards
  - Miglior performance di una giovane attrice all'età di dieci anni a Mae Whitman

### Nomination
- 1999 - ALMA Awards
  - Miglior canzone in un film a All I Get dei The Mavericks
- 1999 - Acapulco Black Film Festival
  - Miglior regista a Forest Whitaker
- 1999 - Blockbuster Entertainment Awards
  - Miglior attore in un film drammatico/romantico a Harry Connick Jr.
  - Miglior attrice non protagonista in un film drammatico/romantico a Gena Rowlands
- 1999 - Young Artist Awards
  - Miglior performance di un giovane attore all'età di dieci anni a Cameron Finley
- 1999 - Young Star Awards
  - Miglior performance di un giovane attore in un film drammatico a Cameron Finley
  - Miglior performance di una giovane attrice in un film drammatico a Mae Whitman